# Малые бельгийские собаки
Бельгийский гриффон, брюссельский гриффон, пти-брабансон — породы декоративных собак, выведенные в Бельгии. Происходят от маленькой жесткошёрстной собачки, называвшейся smousje, которая издавна встречалась в окрестностях Брюсселя.
Породы признаны Международной кинологической федерацией и классифицированы в 3-ю секцию «Малые бельгийские собаки» 9-й группы «Декоративные и собаки-компаньоны». Стандарты утверждены в 2003 и 1998 годах, и различаются только типом и окрасом шерсти.

## Внешний вид
Бельгийские собачки — небольшие, хорошо сбалансированные, сильные, квадратного формата собачки-компаньоны. Порода умная, бдительная, с чувством собственного достоинства. Гриффоны различаются типом шерсти и окрасами.
Вес 3,5—6 кг, рост около 26—32 см. Длина тела почти равна высоте в холке.
Голова является самой яркой особенностью породы, она довольно крупная с выражением, очень похожим на человеческое. Голова гриффонов покрыта жёсткой взъерошенной шерстью. Череп широкий, округлый с выпуклым лбом. Морда очень короткая, длиной около 1,5 см, кажется длиннее из-за отсутствия шерсти. Нос широкий с широко открытыми ноздрями, чёрного цвета. Нижняя челюсть изогнута вверх и выступает за верхнюю челюсть, тем самым создавая перекус. Рот должен быть плотно закрыт, а зубы и язык не должны быть видны. Глаза  широко расставленные, большие и круглые, они должны быть чёрными, желательно, чтобы белки не были видны. Уши у собак маленькие, полустоячие или купированные.
Шея средней длины, холка слегка приподнята, спина прямая и короткая, поясница короткая и слегка выпуклая, круп широкий и прямой, немного покатый. Грудь широкая, опущенная к локтям. Живот слегка подтянут. Хвост высоко поставлен и поднят к верху, часто купируется до 2/3, некупированный направлен вверх. Конечности параллельны друг другу, с хорошим костяком, расставлены широко. Лапы маленькие, круглые.

### Шерсть
- Брюссельский и бельгийский гриффоны — жесткошёрстные собаки с подшёрстком. Их шерсть жёсткая, немного волнистая. У этих разновидностей есть усы и борода, покрывающие морду и скулы густой шерстью, более длинной, чем на других частях тела. Над глазами шерсть наиболее длинная, она формирует брови.
- Пти-барбасон — короткошёрстные собаки с жёсткой, прямой и блестящей шерстью.

#### Окрас
- Брюссельский гриффон может быть рыжим с чёрной маской.
- Бельгийский гриффон чёрный или чёрно-подпалый.
- Пти-барбасон может быть рыжим, чёрным и чёрно-подпалым. У рыжих собак может быть маска.[2][3]

## Разновидности
В таблице представлено сравнение 3 разновидностей малых бельгийских собак:
| Малые бельгийские собачки                     |                                                                              |            |
| Название                                      | Допустимые окрасы и тип шерсти согласно стандарту FCI                        | Фотография |
| Брюссельский гриффон (фр. Griffon bruxellois) | Шерсть жёсткая, средней длины, окрас рыжий, может быть чёрная маска.         |            |
| Бельгийский гриффон (фр. Griffon belge)       | Шерсть жёсткая, средней длины, окрас чёрный, могут быть подпалины.           |            |
| Пти-брабансон (фр. Petit Brabançon)           | Шерсть короткая, окрасы рыжий чёрный и чёрно-подпалый, у рыжих чёрная маска. |            |